# Conference League North 2005-2006
La Conference League North 2005-2006 è stata la 2ª edizione della seconda serie della Conference League. Rappresenta, insieme alla Conference League South, il sesto livello del calcio inglese ed il secondo del sistema "non-league".

## Squadre partecipanti
| Squadra                           | Città             | Stagione precedente                                             |
| --------------------------------- | ----------------- | --------------------------------------------------------------- |
| Alfreton Town                     | Alfreton          | 14º posto in Conference League North                            |
| Barrow                            | Barrow-in-Furness | 16º posto in Conference League North                            |
| Droylsden                         | Droylsden         | 3º posto in Conference League North                             |
| Gainsborough Trinity              | Gainsborough      | 11º posto in Conference League North                            |
| Harrogate Town                    | Harrogate         | 6º posto in Conference League North                             |
| Hednesford Town                   | Hednesford        | 4º posto in Southern Football League Premier Division, promosso |
| Hinckley United                   | Hinckley          | 12º posto in Conference League North                            |
| Hucknall Town                     | Hucknall          | 10º posto in Conference League North                            |
| Hyde United                       | Hyde              | 1º posto in Northern Premier League Premier Division, promosso  |
| Kettering Town                    | Kettering         | 4º posto in Conference League North                             |
| Lancaster City                    | Lancaster         | 13º posto in Conference League North                            |
| Leigh Railway Mechanics Institute | Leigh             | 22º posto in Conference League National, retrocesso             |
| Moor Green                        | Birmingham        | 18º posto in Conference League North                            |
| Northwich Victoria                | Northwich         | 19º posto in Conference League National, retrocesso             |
| Nuneaton Borough                  | Nuneaton          | 2º posto in Conference League North                             |
| Redditch United                   | Redditch          | 9º posto in Conference League North                             |
| Stafford Rangers                  | Stafford          | 8º posto in Conference League North                             |
| Stalybridge Celtic                | Stalybridge       | 19º posto in Conference League North                            |
| Vauxhall Motors                   | Ellesmere Port    | 15º posto in Conference League North                            |
| Worcester City                    | Worcester         | 7º posto in Conference League North                             |
| Workington                        | Workington        | 2º posto in Northern Premier League Premier Division, promosso  |
| Worksop Town                      | Worksop           | 17º posto in Conference League North                            |

## Classifica finale
|  | Pos. | Squadra              | Pt | G  | V  | N  | P  | GF | GS | DR  |
|  | ---- | -------------------- | -- | -- | -- | -- | -- | -- | -- | --- |
|  | 1    | Northwich Victoria   | 92 | 42 | 29 | 5  | 8  | 97 | 49 | +48 |
|  | 2    | Stafford Rangers     | 85 | 42 | 25 | 10 | 7  | 68 | 34 | +34 |
|  | 3    | Nuneaton Borough     | 77 | 42 | 22 | 11 | 9  | 68 | 43 | +25 |
|  | 4    | Droylsden            | 72 | 42 | 22 | 5  | 15 | 66 | 56 | +10 |
|  | 5    | Harrogate Town       | 71 | 42 | 19 | 10 | 13 | 63 | 49 | +14 |
|  | 6    | Kettering Town       | 67 | 42 | 19 | 9  | 14 | 74 | 54 | +20 |
|  | 7    | Stalybridge Celtic   | 66 | 42 | 16 | 14 | 12 | 58 | 46 | +12 |
|  | 8    | Worcester City       | 62 | 42 | 15 | 16 | 11 | 67 | 64 | +3  |
|  | 9    | Moor Green           | 61 | 42 | 14 | 16 | 12 | 60 | 55 | +5  |
|  | 10   | Hinckley Utd         | 58 | 42 | 15 | 11 | 16 | 68 | 61 | +7  |
|  | 11   | Hyde                 | 56 | 42 | 14 | 13 | 15 | 56 | 55 | +1  |
|  | 12   | Hucknall Town        | 55 | 42 | 14 | 13 | 15 | 56 | 55 | +1  |
|  | 13   | Workington           | 55 | 42 | 14 | 13 | 15 | 60 | 62 | -2  |
|  | 14   | Barrow               | 47 | 42 | 12 | 11 | 19 | 62 | 67 | -5  |
|  | 15   | Lancaster City       | 47 | 42 | 12 | 11 | 19 | 52 | 66 | -14 |
|  | 16   | Gainsborough Trinity | 46 | 42 | 11 | 13 | 18 | 45 | 65 | -20 |
|  | 17   | Alfreton Town        | 45 | 42 | 10 | 15 | 17 | 46 | 58 | -12 |
|  | 18   | Vauxhall Motors      | 43 | 42 | 12 | 7  | 23 | 50 | 71 | -21 |
|  | 19   | Worksop Town         | 41 | 42 | 10 | 11 | 21 | 46 | 71 | -25 |
|  | 20   | Redditch Utd         | 39 | 42 | 9  | 12 | 21 | 53 | 78 | -25 |
|  | 21   | Leigh (-1)           | 39 | 42 | 9  | 13 | 20 | 45 | 79 | -34 |
|  | 22   | Hednesford Town      | 35 | 42 | 7  | 14 | 21 | 42 | 87 | -25 |

Legenda:
      Promosso in Conference League National 2006-2007.
  Ammesso ai play-off.
      Retrocesso in Northern Premier League Premier Division 2006-2007.
Regolamento:
Tre punti a vittoria, uno a pareggio, zero a sconfitta.
In caso di arrivo di due o più squadre a pari punti, la graduatoria viene stilata secondo i seguenti criteri:
- differenza reti
- maggior numero di gol segnati

Note:

Leigh RMI inizialmente retrocesso per peggior differenza reti rispetto al Redditch United e successivamente riammesso in Conference League North.
Penalizzazione:

Il Leigh RMI è stato sanzionato con 1 punto di penalizzazione.

## Spareggi

### Play-off

#### Tabellone
|  | Semifinali | Semifinali       | Semifinali |           |   | Finale                     | Finale | Finale |  |
|  |            |                  |            |           |   |                            |        |        |  |
|  | 2          | Stafford Rangers | 1          |           |   |                            |        |        |  |
|  | 2          | Stafford Rangers | 1          |           |   |                            |        |        |  |
|  | 5          | Harrogate Town   | 0          |           |   |                            |        |        |  |
|  | 5          | Harrogate Town   | 0          |           | 2 | Stafford Rangers (5-3 dcr) | 1      |        |  |
|  |            |                  |            |           | 2 | Stafford Rangers (5-3 dcr) | 1      |        |  |
|  |            |                  | 4          | Droylsden | 1 |                            |        |        |  |
|  | 3          | Nuneaton Borough | 4          | Droylsden | 1 | 0                          |        |        |  |
|  | 3          | Nuneaton Borough |            |           |   |                            |        |        |  |
|  | 4          | Droylsden        | 1          |           |   |                            |        |        |  |